# 馬林斯基鎮
56°07′N 47°43′E / 56.117°N 47.717°E
馬林斯基鎮，是俄羅斯楚瓦什共和國的一個城市，位於該國北部，伏爾加河南岸，距首府切博克萨雷36公里。2002年人口10,200人。
1620年始建，稱。1856年建市，並改以俄羅斯玛丽亚·亚历山德罗芙娜皇后命名。